# Thomas Libiih
Thomas Libiih (ur. 17 listopada 1967 w Duali) – kameruński piłkarz, występował na pozycji pomocnika.

## Życiorys
W ojczyźnie grał w Tonnerre Jaunde. W latach 1993–1995 występował w klubie z Arabii Saudyjskiej o nazwie Ohud Medina. Był też piłkarzem ekwadorskiego LDU Portoviejo.
Ma za sobą występy w dwóch meczach Mistrzostwach Świata 1990. Pierwszy z Argentyną (został zmieniony przez Louisa M’Fedé), a drugi z Anglią, Libiih rozegrał cały mecz i dogrywkę, a Kamerun odpadł z turnieju, przegrywając 2:3. Natomiast na MŚ 1994 zagrał we wszystkich trzech meczach, trzy razy 90 minut, a Kamerun z jednym punktem w grupie był zmuszony pożegnać się z turniejem.